# Philippe Alexandre (Historiker)
Philippe Alexandre (* 1953 in Nancy) ist ein französischer Historiker und Germanist. Er ist emeritierter Professor für deutschsprachige Zivilisation an der Université de Lorraine, Standort Nancy.
Alexandre wurde nach seinem Studium der Geschichte und Germanistik 1981 an der Universität Metz promoviert (doctorat de 3e cycle), sein Dissertationsthema war die von Friedrich Stoltze 1860–1893 herausgegebene Satirezeitschrift Frankfurter Latern. 1983 bestand er die Agrégation (Staatsprüfung für das höhere Lehramt) für das Fach Deutsch. Ab 1986 lehrte er als Maître de conférences an der Universität Nancy II. Der Beschäftigung mit Stoltze als satirischem Journalisten und Linksliberalen in der Bismarck-Zeit blieb Alexandre auch in seiner Habilitationsschrift treu, die er 1993 verteidigte.
Anschließend war er Professor für deutschsprachige Zivilisation (Kultur und Geschichte) an der Universität Nancy II, an der er von 1994 bis 2000 das Institut für germanistische Studien leitete. Ab 1998 war er Direktor des Zentrums LIRA (Littérature, Religion, Anthropologie). Die Universität Nancy ging 2012 in der Université de Lorraine auf. Ende 2017 wurde Alexandre emeritiert.
Zu seinen Forschungsfeldern gehören Kulturgeschichte, die deutsch-französischen Beziehungen, Deutschland im 19. und 20. Jahrhundert, deutsche und französische Pressegeschichte, Regionalgeschichte von Elsass und Lothringen. Er ist Mitherausgeber verschiedener Zeitschriften für Germanistik und Zeitgeschichte.

## Schriften (Auswahl)
- (Hrsg.) Orients et orientalisme dans la culture des pays de langue allemande au XXe siècle. Perceptions, appropriations, constructions et déconstrutions. Nancy 2016.
- mit Jean Schillinger (Hrsg.): Patriotes et patriotisme en Allemagne du XVIe siècle à nos jours. Nancy 2015, ISBN 978-2-8143-0261-7.
- mit Reiner Marcowitz (Hrsg.): L’Allemagne en 1913. culture mémorielle et culture d’avant-guerre = Deutschland im Jahre 1913. Presses universitaires de Lorraine, Nancy 2013, ISBN 978-2-8143-0153-5.
- mit Reiner Marcowitz (Hrsg.): La revue «Die Hilfe», 1894–1944, un laboratoire d’idées en Allemagne = Die Zeitschrift «Die Hilfe», 1894–1944, ein Ideenlabor in Deutschland (= Convergences. Vol. 56). Lang, Bern u. a. 2011, ISBN 978-3-0343-0355-2.
- (Hrsg.) Döblin père et fils. L’expérience créatrice. Presses universitaires de Lorraine, Nancy 2009.
- Friedrich Naumann und Frankreich, 1899–1919. Der Gegensatz von nationalem Ethos und untersuchender Vernunft bei einem Intellektuellen und Politiker der wilhelminischen Zeit. Vortrag bei der DVA-Stiftung, Stuttgart 2003.
- Schwäbisch Hall im Vormärz. (1830–1848). Gesehen durch seine Zeitungen. Studie über die soziologische Bedeutung der Lokalpresse vor der Märzrevolution 1848. Verlag Haller Tagblatt, Schwäbisch Hall 1993.
- Friedrich Stoltze (1816–1891). Un journaliste satirique à l’époque de Bismarck. Contribution à l’étude du libéralisme de gauche dans l’Allemagne du XIXe siècle. Habilitationsschrift, Université Nancy 2, Nancy 1991.
- mit Egil Pastor: Neues aus alten Zeitungen. Verlag Haller Tagblatt, Schwäbisch Hall 1990.
- mit François Genton: Révolution-Restauration. L’Histoire et la jeunesse. Écrits et images 1789–1848, [Catalogue de l’Exposition présentée lors du colloque organisé par Elisabeth Genton et Gilbert Van de Louw à la Médiathèque de Metz, décembre 1986 – janvier 1987], Université Nancy, Nancy 1986.
- La «Frankfurter Latern». Une revue satirique éditée par Friedrich Stoltze (1860–1893). 2 Bde. Thèse de IIIe cycle, Université de Metz, 1981.